# Vlastimil Chobot
Vlastimil Chobot (22. února 1922 – 22. dubna 1990 Teplice) byl český fotbalista, záložník a fotbalový trenér.

## Fotbalová kariéra
V lize hrál za Teplice a Hradec Králové. Celkem odehrál v lize 123 utkání a vstřelil 3 góly. V roce 1950 nastoupil v jednom utkání za reprezentační B-tým.

## Trenérská kariéra
V lize byl trenérem Teplic, Plzně a Třince. V nižších soutěžích působil ve Vítkovicích, Frýdku-Místku, Jablonci a Gottwaldově/Zlíně.